# ガブリエラ・ソウザ
ガブリエラ・ギマラエス・ソウザ（女性、1993年12月14日 - ）は、ブラジルのバレーボール選手。ブラジル代表。

## 来歴
2009年、Macaé Sportsに入団し、バレーボール選手としてのキャリアをスタートさせる。同年、タイで開催された世界ユース選手権で金メダルを獲得した。2010年のジュニア南米選手権で優勝し、MVPに選ばれた。2011年、ペルーで開催された世界ジュニア選手権で銀メダルを獲得した。
2015年のU23世界選手権で金メダルを獲得した。2017年にシニア代表に初選出され、リベロとして活躍。同年8月のワールドグランプリで金メダル、9月のグラチャンで銀メダルを獲得した。

## 球歴
- 世界選手権 - 2018年
- グラチャン - 2017年
- ワールドグランプリ - 2017年
- 南米選手権 - 2017年

## 所属クラブ
- レクソーナ・アデス（2009-2011年）
- Serviço Social da Indústria-SP（2011-2012年）
- ネスレ・オザスコ（2012-2017年）
- レクソーナ・アデス（2017-）